# Josep Fontanals
Josep Fontanals o Josep Maria Fontanals, (Mataró 1894? - Barcelona 1967) fou un empresari i un actiu membre de la comunitat catalana als Estats Units.
Emigrà la dècada de 1920 a Nova York, juntament amb la seva dona Dolors Rius, on va instal·lar a l'edifici de l’Empire State la primera màquina dispensadora de tabac de la ciutat, tot i que mantingueren la fàbrica a Mataró. Fou un dels membres més actius de la comunitat catalana a Nova York, participant en grups com el Centre Nacionalista Català de Nova York, el Casal Català de Nova York i la Delegació als Estats Units del Consell Nacional de Catalunya fundat a Londres l'any 1940.
Conjuntament amb Josep Carner-Ribalta i Joan Ventura, elaborà el document El cas de Catalunya: apel·lació a les Nacions Unides que havia de ser presentat en la Conferència de les Nacions Unides de San Francisco de l'any 1945.
També consta correspondència amb el president Roosevelt dels Estats Units.